# ゲルク派六大僧院
ゲルク派六大僧院（ゲルクは ろくだいそういん）は、チベット仏教ゲルク派（黄教）の主要な6つの寺院。

## 概要
チベットにおけるウー地方の中心ラサ（現在の中華人民共和国チベット自治区）に所在するガンデン寺（甘丹寺）、セラ寺（色拉寺）、デプン寺（哲蚌寺）をラサ三大寺と称する。この3か寺は、ラランパ・ゲシェー学位の試験、ギュメ寺やギュト寺における密教修行、また、ガンデン・ティパ（ガンデン寺座主）をはじめとする組織人事などの面で一体として行動する場合が多い。なお、ゲルク派の総本山がガンデン寺であり、デプン寺は17世紀までダライ・ラマの座所であった。
パンチェン・ラマの座所でもある、ゲルク派最大の寺院がシガツェ地区（チベット自治区）にあるタシルンポ寺（扎什倫布寺）で、これとラサ三大寺を合わせてゲルク派四大僧院（寺院）と称することがある。さらに、これに青海省西寧市湟中区のクンブム・チャンパーリン寺（タール寺、塔爾寺）と甘粛省夏河県のラプラン・タシーキル寺（ラプラン寺、拉卜楞寺）とを加えてゲルク派六大僧院（寺院）と称される。

## ギャラリー

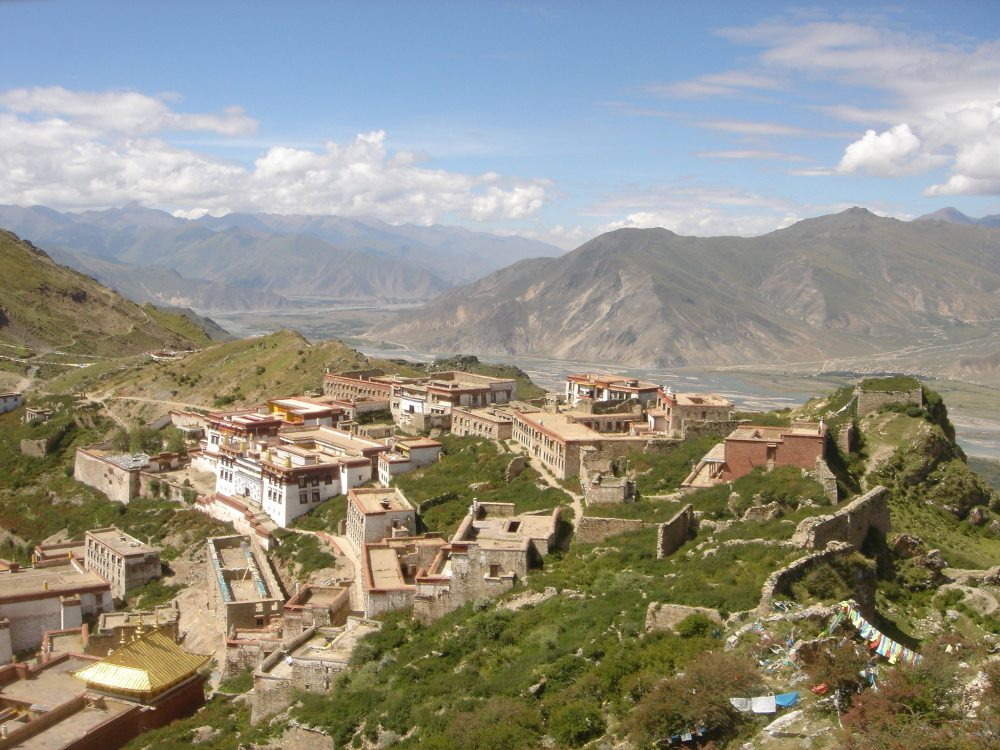
ガンデン寺（ラサ）
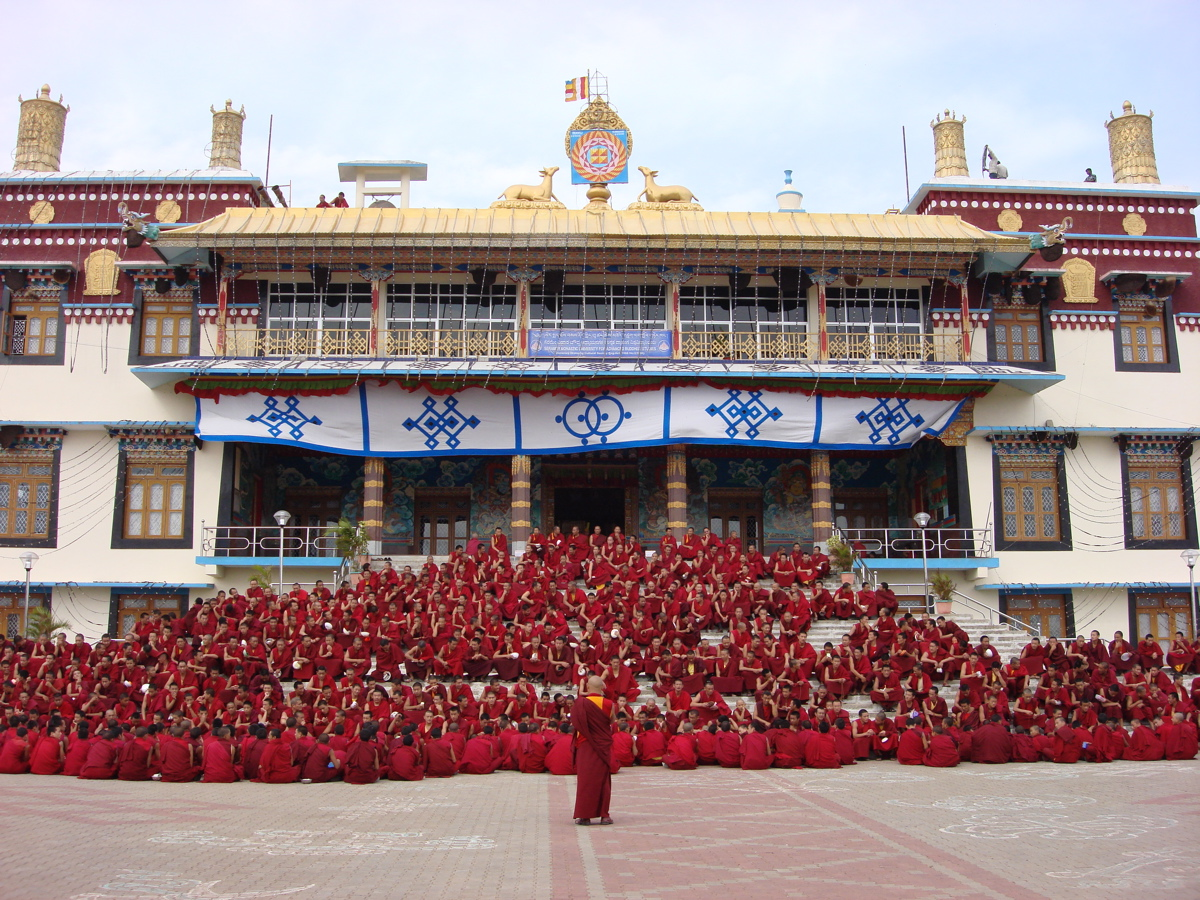
セラ寺（ラサ）
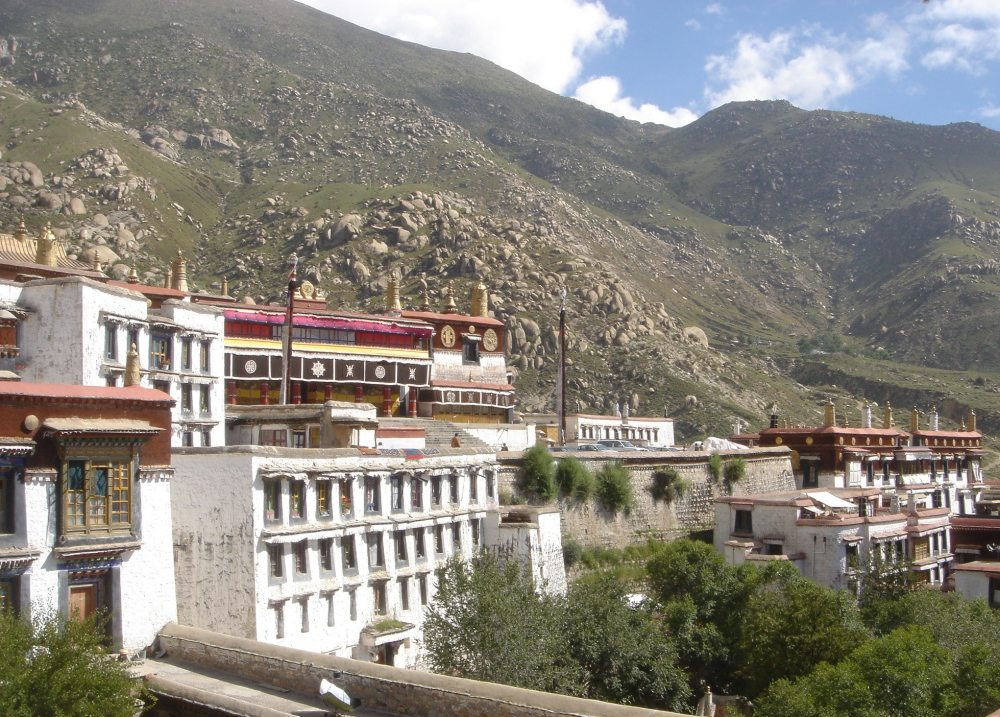
デプン寺（ラサ）
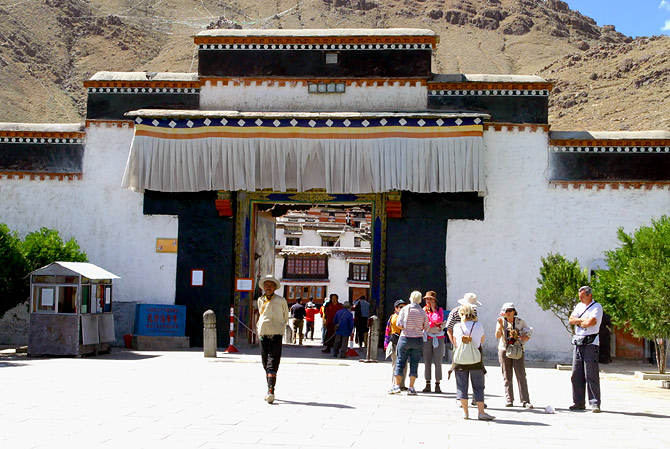
タシルンポ寺（シガツェ）
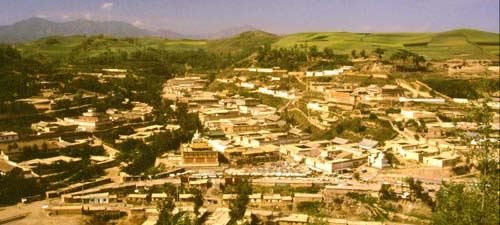
クンブム・チャンパーリン寺（青海省）
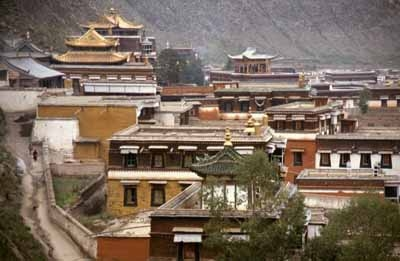
ラプラン寺（甘粛省）